# Джамшоро
Джамшоро (англ. Jamshoro, урду جامشورو‎) — город в пакистанской провинции Синд, административный центр одноимённого округа.

## География
Город находится на юге центральной части Синда, на правом берегу реки Инд, на расстоянии приблизительно 130 километров к востоку-северо-востоку (ENE) от Карачи, административного центра провинции.
Абсолютная высота — 12 метров над уровнем моря. Ближайший гражданский аэропорт расположен в городе Хайдарабад.